# Alte Feuerwache (Köln)

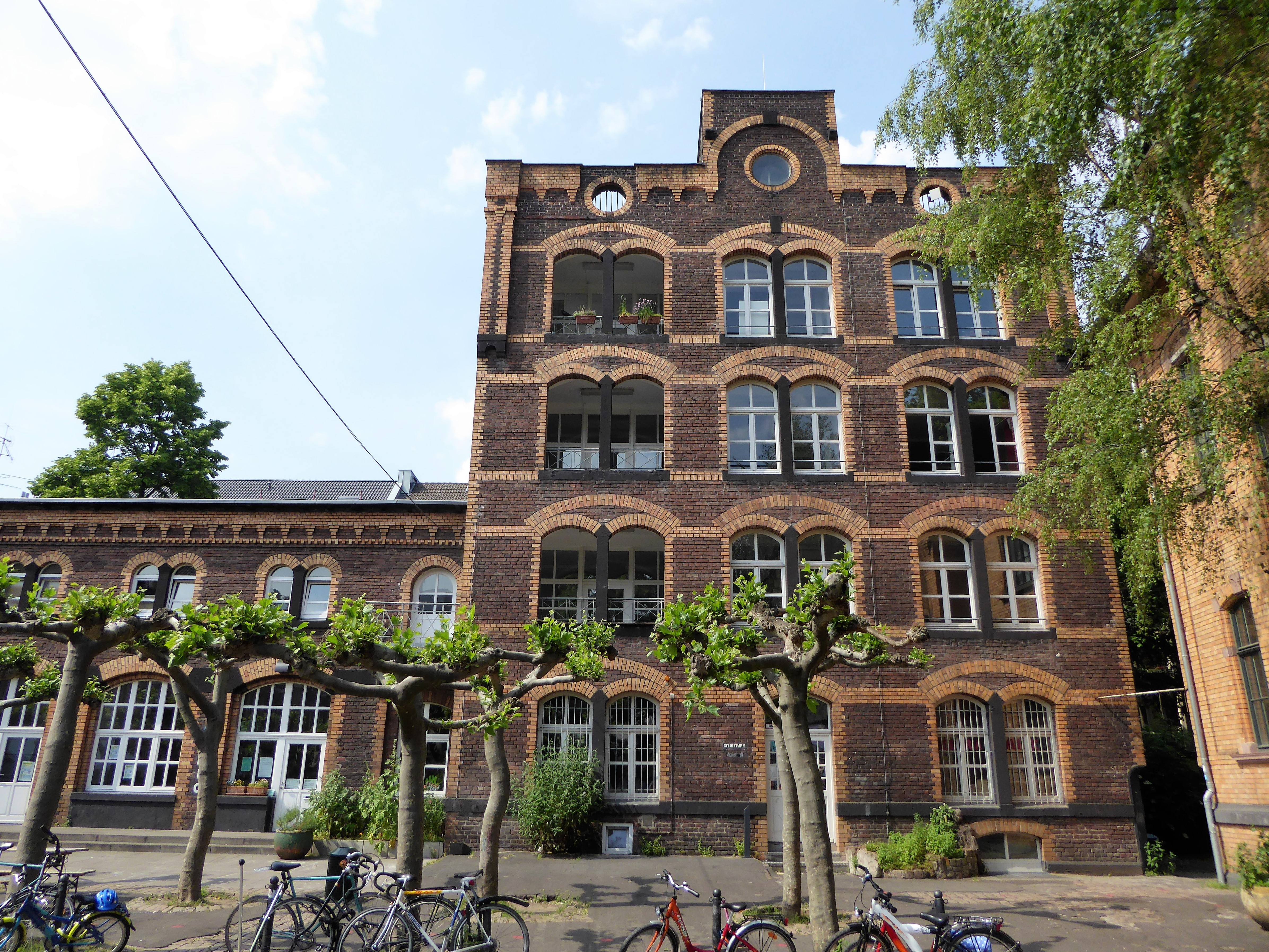
Alte Feuerwache Köln in der Melchiorstraße 3 (2017)

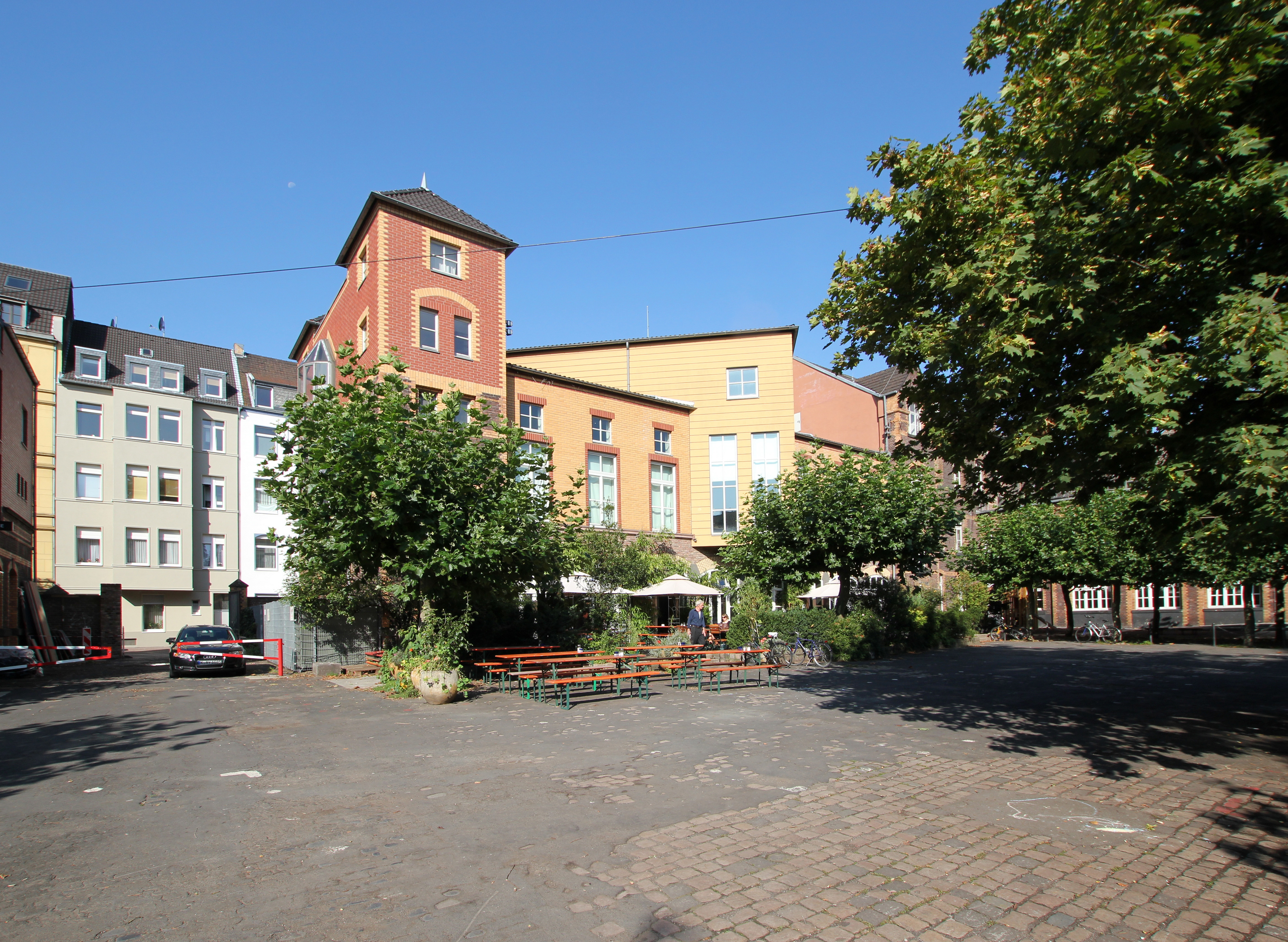
Innenhof (2011)

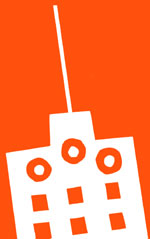
Logo des Bürgerzentrums Alte Feuerwache

Das Bürgerzentrum Alte Feuerwache ist ein soziokulturelles Zentrum im Agnesviertel in Köln-Innenstadt.

## Geschichte
Im Jahr 1890 wurde auf einem etwa 5000 m² großen Grundstück im Agnesviertel in der Nähe des heutigen Ebertplatzes das Hauptfeuerwehrgebäude der Feuerwehr Köln fertiggestellt. Es ist, neben der Neusser Straße 47, eins der ersten errichteten Gebäude des Agnesviertels. 1974 beschloss der Rat der Stadt Köln nach Umzug des Feuerwehrbetriebs den Abriss der Gebäude. An dieser Stelle war ein Wettkampf-Schwimmbad vorgesehen. 1976 bildete sich eine Arbeitsgruppe „Feuerwache“ in der Bürgerinitiative Nördliche Altstadt (BINA), die gegen den Abriss der Gebäude eintrat und ein Nutzungskonzept entwickelte. 1977 gründete diese Initiative den Verein Bürgerzentrum Alte Feuerwache e.V. (BAF), der in dem Gebäudekomplex ein Bürger-, Kommunikations- und Kulturzentrum zu betreiben vorhatte. 1978 strebte die Stadt Köln nach Gesprächen mit dem Verein ebenfalls den Erhalt der Feuerwache und die Umnutzung als Bürgerzentrum an.
Im Jahr 1980 entstand ein das Viertel lange Zeit mitprägendes großes Wandbild auf der südlichen Brandmauer zum Sudermanplatz mit einem Gedicht von Nazim Hikmet.
Ab 1981 erhielt der Verein die Rechte auf Zwischennutzung des Geländes, das er als Bürgerzentrum ab 1986 nach einem Beschluss von CDU und Grünen im Kölner Stadtrat offiziell betreibt. Nach verschiedenen Kürzungen von Zuschüssen durch die öffentliche Hand bringt seit 2000 die Feuerwache etwa die Hälfte der Betriebskosten durch eigene Anstrengungen auf.

## Selbstverwaltung
Das Bürgerzentrum Alte Feuerwache ist ein selbstverwaltetes Zentrum. Es versteht sich als ein Ort, in dem eine Vielfalt von sozialen, ökologischen und demokratischen Initiativen und Vereinen nicht nur temporär oder dauerhaft einen Raum nutzen können, sondern auch Begegnungen von Menschen aus Kunst, Handwerk, Pädagogik, Kultur, Gemeinwesenarbeit und parteiunabhängiger Politik ermöglicht werden, die sonst nicht stattfinden würden.